# 矛鲛属
矛鲛属（学名：Lonchidion）是矛鲛科的一个属。它由R·Estes在1964年描述，模式种为塞拉克矛鲛。Jan Fischer、Sebastian Voigt、JörgW. Schneider、Michael Buchwitz和Silke Voigt在2011年通过研究化石化的牙齿和卵囊描述了一个新种L.ferganensis。